# Glyptothorax coracinus
Glyptothorax coracinus es una especie de peces de la familia Sisoridae en el orden de los Siluriformes.

## Morfología
• Los machos pueden llegar alcanzar los 8,2 cm de longitud total.

## Distribución geográfica
Se encuentra al suroeste de Camboya.